# Blauwe Grot (Capri)

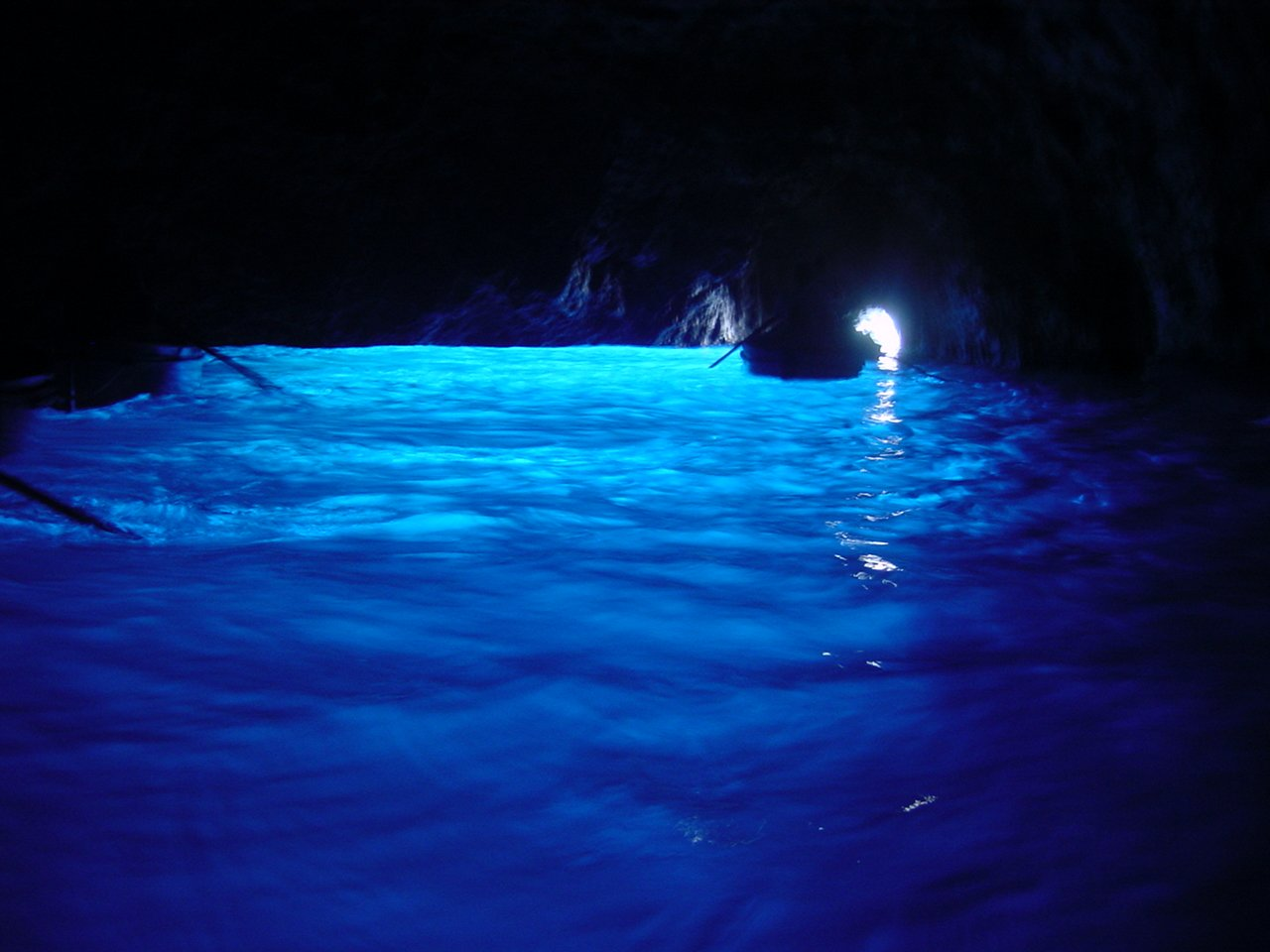
De Blauwe Grot van binnen

De Blauwe Grot (Italiaans: Grotta Azzurra) is een bekende grot aan de kust van het Italiaanse eiland Capri waarvan de toegang enkel bestaat uit een gat van amper vier meter hoog in de zee. De grot is bereikbaar per boot vanuit de haven Marina Grande in de stad Capri.
Zonlicht dat door een holte onder het water reflecteert in de grot zorgt voor een helderblauwe kleur van het water in de grot. Met name op ansichtkaarten zijn foto's te zien waarop ook het gehele dak van de grot blauw gekleurd is. Dit is in de praktijk onmogelijk; men moet hiervoor belichtingstechnieken of fotobewerkingen hebben gebruikt. 
De grot is ongeveer 52 meter lang en 30 meter breed; het water is zo'n 15 meter diep. Toeristen worden met boten naar de grot vervoerd en stappen daar over op kleine roeibootjes voor vier tot tien personen, die hen via de kleine opening de grot in brengen. Vaak ontstaan voor de ingang lange wachtrijen van roeibootjes. Velen uit de omgeving voorzien in hun levensonderhoud door het besturen van dergelijke toeristenboten. Om de grot binnen te kunnen komen, dienen de inzittenden van de bootjes plat op de bodem te gaan liggen. Bij hoge golven of zware stromingen is het niet mogelijk om de Blauwe Grot te betreden. 
De Blauwe Grot was al bekend in de tijd van de Romeinen. Het aantreffen van enkele antieke beelden en sporen van het werken aan een tunnel doen vermoeden dat de grot in de Romeinse Tijd rijkelijk was versierd met beelden. Lokale bewoners noemden de grot Gradola, maar zij meden de grot omdat ze dachten dat er heksen en monsters woonden.
De grot werd herontdekt toen de Duitse dichter August Kopisch in 1826 de schoonheid ervan beschreef.
Vergelijkbare lichteffecten zijn te zien in grotten in Kroatië (Blauwe Grot van Biševo), Malta (Blue Grotto), Sicilië (eveneens Grotta Azzurra genoemd) en Zakynthos.